# Survivor Series (1994)
Survivor Series 1994 est le huitième Survivor Series, pay-per-view annuel de catch produit par la World Wrestling Entertainment. Il s'est déroulé le jour de Thanksgiving, le 23 novembre 1994 au Freeman Coliseum de San Antonio, Texas.
En France, cet évènement a fait l'objet d'une diffusion sur Canal+.

## Résultats
- Dark match : Bob Holly def. Kwang
  - Holly a effectué le tombé sur Kwang.
- (5 contre 5) Survivor Series match: The Bad Guys' (Razor Ramon, The 1-2-3 Kid, Davey Boy Smith et The Headshrinkers (Fatu et Sionne)) (w/Afa et Capt. Lou Albano) def. The Teamsters (Shawn Michaels, Diesel, Owen Hart, Jim Neidhart et Jeff Jarrett) (21:45)

| Élimination # | Catcheur                                   | Équipe                     | Éliminé par                       | Manière                                                                                                 | Temps                      |
| ------------- | ------------------------------------------ | -------------------------- | --------------------------------- | --- | -------------------------- |
| 1             | Fatu                                       | The Bad Guys               | Diesel                            | Tombé après un Jacknife Powerbomb                                                                       | 13:31                      |
| 2             | 1-2-3 Kid                                  | The Bad Guys               | Diesel                            | Tombé après un Jacknife Powerbomb                                                                       | 14:13                      |
| 3             | Sionne                                     | The Bad Guys               | Diesel                            | Tombé après un Jacknife Powerbomb                                                                       | 14:44                      |
| 4             | Davey Boy Smith                            | The Bad Guys               | Diesel, Jeff Jarrett et Owen Hart | Décompte à l'extérieur (mis à l'extérieur du ring par Diesel et empêché de rentrer par Hart et Jarrett) | 15:58                      |
| 5             | Michaels, Diesel, Hart, Neidhart & Jarrett | The Teamsters              | Personne                          | Décomtpe à l'extérieur quand ils essayaient d'arrêter Diesel d'attaquer Michaels                        | 21:45                      |
| Survivant:    | Razor Ramon (The Bad Guys)                 | Razor Ramon (The Bad Guys) | Razor Ramon (The Bad Guys)        | Razor Ramon (The Bad Guys)                                                                              | Razor Ramon (The Bad Guys) |
- Après le match, Michaels quittait l'aréna, blâmant Diesel pour avoir perdre le match. Il a ensuite laisser à terre son WWF Tag Team Championship, laissant vacant le titre.
- (4 contre 4) Survivor Series match: The Royal Family (Jerry Lawler, Sleazy, Queasy et Cheesy) def. Clowns 'R' Us (Doink the Clown, Dink, Pink et Wink) (16:05)
  - Sleazy, Queasy, et Cheesy étaient des catcheurs nains avec costumes de roi. De même façon, "Pink" et "Wink" étaient les versions nains de Doink.

| Élimination # | Catcheur                                                   | Équipe                                                     | Éliminé par                                                | Manière                                                    | Temps                                                      |
| ------------- | ---------------------------------------------------------- | ---------------------------------------------------------- | ---------------------------------------------------------- | ---------------------------------------------------------- | ---------------------------------------------------------- |
| 1             | Doink                                                      | Clowns 'R' Us                                              | Jerry Lawler                                               | Tombé                                                      | 10:36                                                      |
| 2             | Wink                                                       | Clowns 'R' Us                                              | Cheesy                                                     | Tombé                                                      | 13:10                                                      |
| 3             | Pink                                                       | Clowns 'R' Us                                              | Cheesy                                                     | Tombé                                                      | 14:28                                                      |
| 4             | Dink                                                       | Clowns 'R' Us                                              | Sleazy                                                     | Tombé                                                      | 16:05                                                      |
| Survivants:   | Jerry Lawler, Sleazy, Cheesy, et Queasy (The Royal Family) | Jerry Lawler, Sleazy, Cheesy, et Queasy (The Royal Family) | Jerry Lawler, Sleazy, Cheesy, et Queasy (The Royal Family) | Jerry Lawler, Sleazy, Cheesy, et Queasy (The Royal Family) | Jerry Lawler, Sleazy, Cheesy, et Queasy (The Royal Family) |
- Bob Backlund (w/Owen Hart) def. Bret Hart (w/The British Bulldog) dans un Submission match pour remporter le WWF Championship (35:11)
  - Backlund bat Hart avec le crossface chickenwing.
- (5 contre 5) Survivor Series match: The Million Dollar Team (King Kong Bundy, Tatanka, Bam Bam Bigelow et The Heavenly Bodies (Jimmy Del Ray et Tom Prichard)) (w/Ted DiBiase) def. Guts & Glory (Lex Luger, Mabel, Adam Bomb et The Smokin' Gunns (Billy et Bart)) (w/Oscar) (23:21)

| Élimination # | Catcheur                                            | Équipe                                              | Éliminé par                                         | Manière                                             | Temps                                               |
| ------------- | --------------------------------------------------- | --------------------------------------------------- | --------------------------------------------------- | --------------------------------------------------- | --------------------------------------------------- |
| 1             | Tom Prichard                                        | Million Dollar Team                                 | Mabel                                               | Tombé après un Cross Body                           | 3:58                                                |
| 2             | Mabel                                               | Guts & Glory                                        | Personne                                            | Décompte à l'extérieur                              | 7:15                                                |
| 3             | Adam Bomb                                           | Guts & Glory                                        | Bam Bam Bigelow                                     | Tombé après un Moonsault                            | 8:09                                                |
| 4             | Jimmy Del Ray                                       | Million Dollar Team                                 | Lex Luger                                           | Tombé après un Running Elbow smash                  | 9:56                                                |
| 5             | Bart Gunn                                           | Guts & Glory                                        | Tatanka                                             | Tombé après un Fallaway Slam                        | 13:27                                               |
| 6             | Billy Gunn                                          | Guts & Glory                                        | King Kong Bundy                                     | Tombé après une Avalanche                           | 16:14                                               |
| 7             | Tatanka                                             | Million Dollar Team                                 | Lex Luger                                           | Tombé avec un petit paquet                          | 23:14                                               |
| 8             | Luger                                               | Guts & Glory                                        | King Kong Bundy                                     | Tombé après un Big Splash                           | 23:21                                               |
| Survivants:   | Bam Bigelow & King Kong Bundy (Million Dollar Team) | Bam Bigelow & King Kong Bundy (Million Dollar Team) | Bam Bigelow & King Kong Bundy (Million Dollar Team) | Bam Bigelow & King Kong Bundy (Million Dollar Team) | Bam Bigelow & King Kong Bundy (Million Dollar Team) |
- The Undertaker (w/Paul Bearer) def. Yokozuna (w/Mr. Fuji et Jim Cornette) (avec Chuck Norris en tant qu'arbitre spécial) dans un Casket match (15:24)[1]
  - Plus tard dans le match, Irwin R. Schyster venait du public et prenait l'Undertaker dans une prise du sommeil avant de repartir.